# Manžetový knoflík

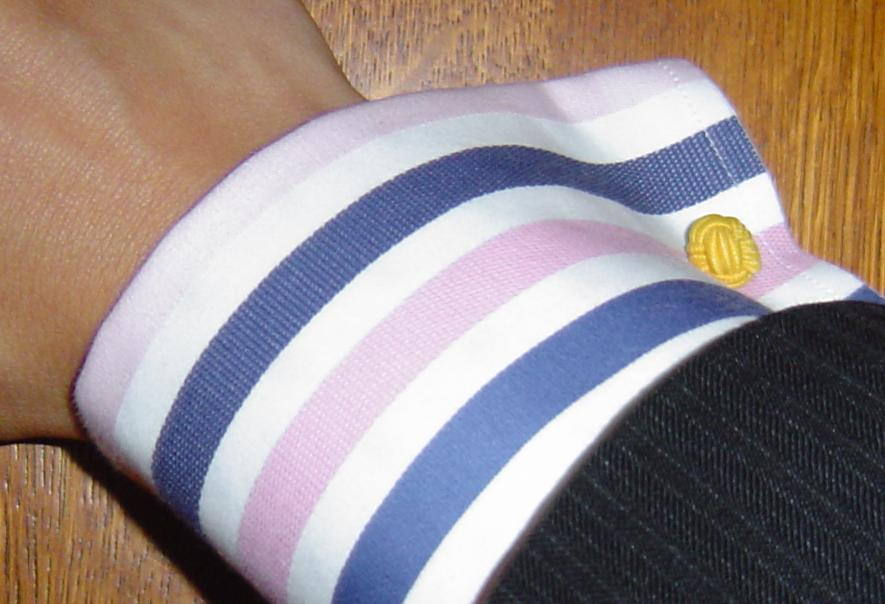
Francouzská (též dvojitá) manžeta

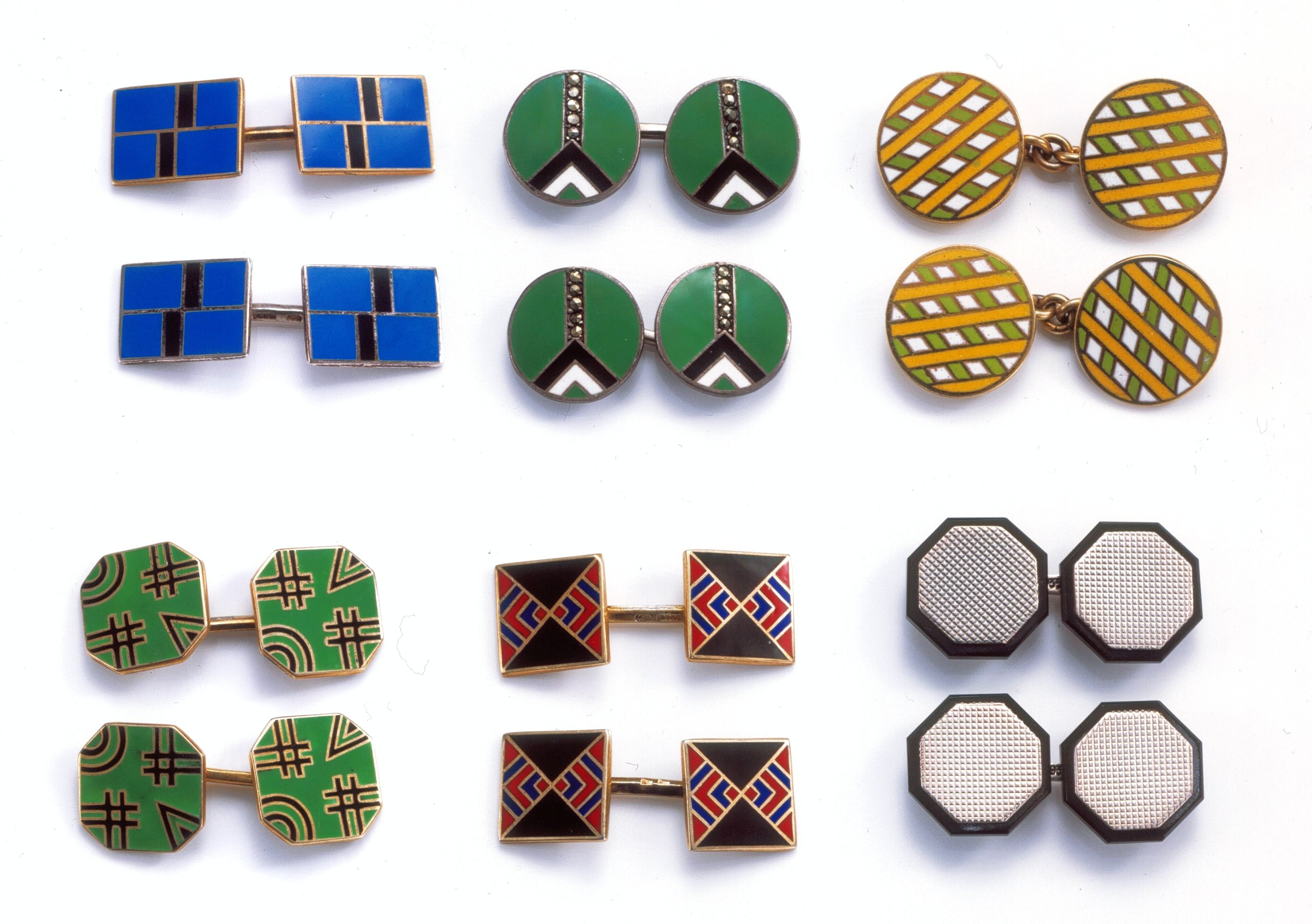
Manžetové knoflíky stylu art deco, kolem 1930

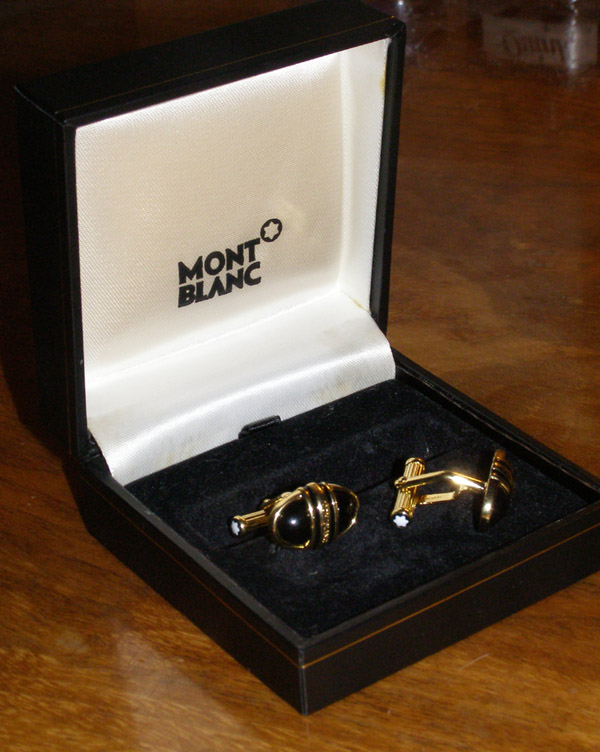
Současné manžetové knoflíky Montblanc, zlato a onyx.

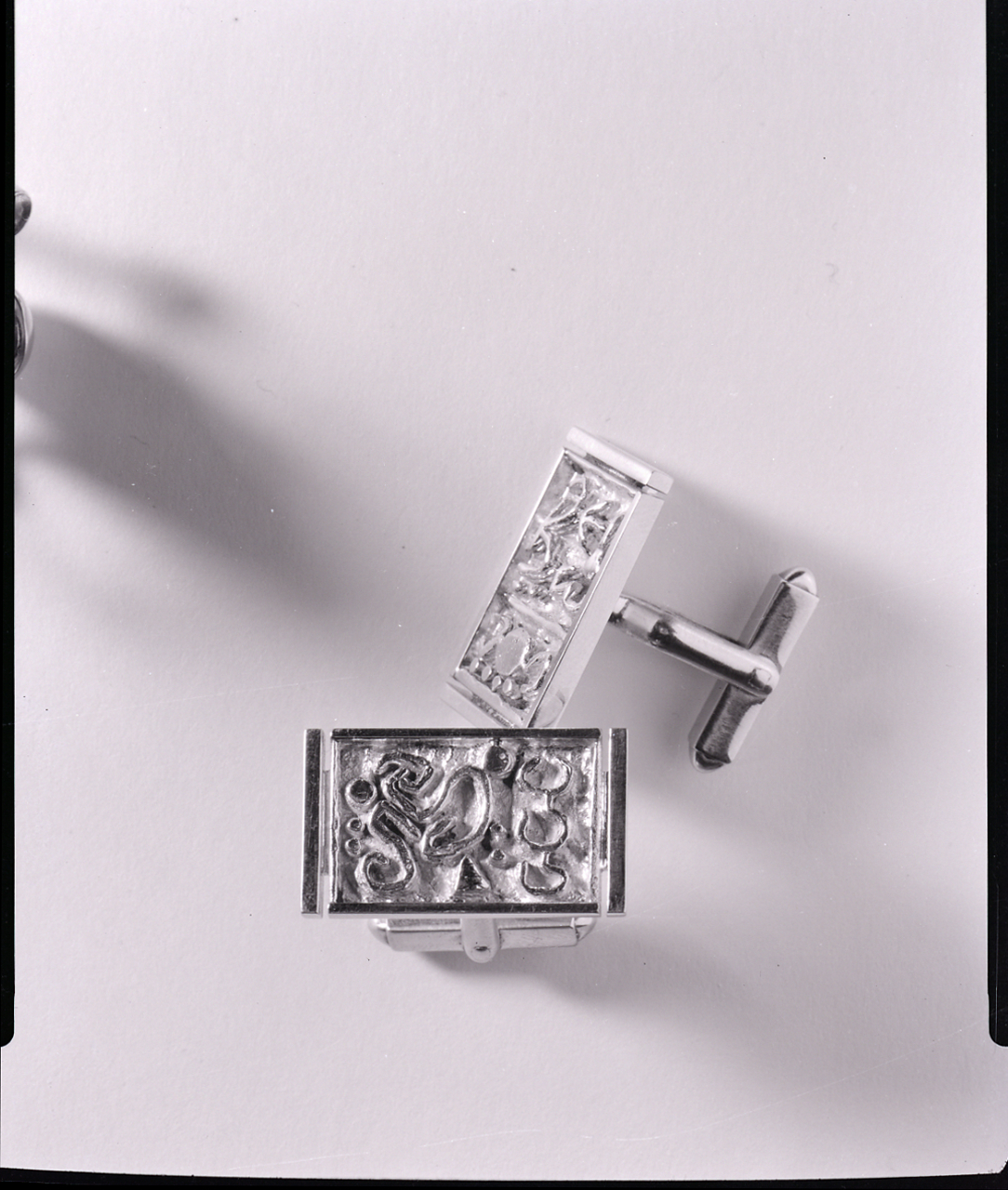
Cufflink photographed by Paolo Monti. Fondazione BEIC

Manžetové knoflíky jsou uzávěrem a ozdobným doplňkem rukávů košile, sponou nahrazující běžný přišitý knoflík. Manžetový knoflík v současném technickém provedení spíná dva cípy manžety košile pomocí zarážky s pérkovým mechanismem.

## Materiály
Bývají vyráběny z kovu (často drahého), v minulosti se zhotovovaly i z drobných stříbrných mincí. Někdy bývají zdobeny drahými kameny, minerály, sklem, slonovinou, jantarem, či jinými dekorativními materiály a prvky. Variantou klasických manžetových knoflíků jsou dřevěné manžetové knoflíky.

### Ozdoby
Viditelná a zpravidla větší část manžetových knoflíků bývá často personalizována, například gravírováním nebo rytím monogramů, erbů, znaků, log nebo barev firem či sportovních klubů.

## Historie
V Evropě se ozdobné odnímatelné knoflíky používaly od 17. století, zpravidla to byly dva shodné kruhové terčíky, spojené krčkem či řetízkem. Jedním párem takových knoflíků se od 19. do raného 20. století zapínala pánská košile či dámská halenka u krku. Dva páry sloužily k manžetám na rukávech košile nebo halenky. Od poloviny 20. století jsou manžetové knoflíky asymetrické, větší část s ozdobou na přední (horní) straně a menší v podobě spony na spodní (zadní) straně. Častěji je užívají muži než ženy.

## Využití
Manžetové knoflíky se častěji používají na košili s francouzskou neboli dvojitou manžetou, která má na obou cípech knoflíkové dírky, jimiž se manžetový knoflík provlékne. Nošení manžetových knoflíků ke košili s jednoduchou manžetou se dříve považovalo za společenský prohřešek. V současné době však výrobci luxusních košil opatřují jednoduché manžety jak běžným všitým knoflíčkem, tak pod ním umístěnou obšívanou dírkou, kterou je možno prostříhnout a použít pro manžetový knoflík.